# Каза-Гранди
Каза-Гранди (порт. Casa Grande) — муниципалитет в Бразилии, входит в штат Минас-Жерайс. Составная часть мезорегиона Агломерация Белу-Оризонти. Входит в экономико-статистический микрорегион Консельейру-Лафайети. Население составляет 2390 человек на 2006 год. Занимает площадь 157,994 км². Плотность населения — 15,1 чел./км².

## История
Город основан 2 марта 1963 года.

## Статистика
- Валовой внутренний продукт на 2003 год составляет 9 315 808,00 реалов (данные: Бразильский институт географии и статистики).
- Валовой внутренний продукт на душу населения на 2003 год составляет 3994,77 реалов (данные: Бразильский институт географии и статистики).
- Индекс развития человеческого потенциала на 2000 год составляет 0,711 (данные: Программа развития ООН).